# Карло Мухар
Карло Мухар (на сърбохърватски: Karlo Muhar) е хърватски футболист, полузащитник.

## Юношески години
Юноша е на „Велика Млака“ и Локомотива (Загреб). През лятото на 2015 г. е привлечен във втората формация на Динамо (Загреб).

## Професионална кариера

### Хърватска
На 28 април 2018 г. дебютира за първия състав на Динамо в мач срещу Риека, като това остава единствения му мач за отбора. След това играе за Интер (Запрешич), като записва 34 мача и 2 гола.

### Лех
На 5 юни 2019 г. е закупен от полския Лех за 400 000 евро. През сезон 2020/21 играе и за втория състав на тима и поради тази причина на 23 януари 2021 г. е даден под наем на Кайсериспор.

### ЦСКА
На 30 август 2021 г. преминава в ЦСКА под наем до края на сезона с опция за закупуване.